# Laser Squad
Laser Squad est un jeu vidéo de tactique au tour par tour développé par Target Games et publié par Blade Software, d’abord sur ZX Spectrum en 1988, puis sur Amiga, Amstrad CPC,  Atari ST, Commodore 64, MSX et PC. Le jeu se déroule en 2D et simule des affrontements entre des petits groupes de soldats à la surface d’une planète extra-terrestre. Ses mécanismes de jeu ressemblent à ceux du jeu de guerre Starsoldier, conçu par Tom Walczyk et publié en 1977 par Simulations Publications, mais adapté à un jeu vidéo. Son gameplay est basé sur celui des précédents jeux développés par Julian Gollop Rebelstar Raiders (1984), Rebelstar (1986) et Rebelstar II (1988).  Julian réutilisera ensuite ce concept de combat au niveau tactique entre des petites escouades dans la série X-COM inaugurée en 1984 par UFO : Enemy Unknown.
Le jeu a bénéficié d’une suite, Laser Squad Nemesis, conçue par Julian Gollop et développé par Codo Technologies en 2002. Celle-ci se déroule au tour par tour et permet aux joueurs de sélectionner une des quatre races du jeu pour affronter d’autres joueurs. Publié de manière indépendante, celui-ci est devenu un des jeux indépendant les plus populaires du début des années 2000.

## Système de jeu
Le jeu propose cinq missions dans lesquelles le joueur doit compléter des objectifs en contrôlant une équipe de combattants. Chaque membre de l’équipe peut être contrôlé individuellement et peut effectuer un certain nombre d’action, comme se déplacer, tirer ou ramasser un objet, en utilisant des points d’actions. Le jeu a reçu un accueil positif des critiques et a influencé de nombreux titres dont les jeux de la série X-COM, également conçus par Mythos Games, dont le premier titre devait à l’origine être la suite de Laser Squad,,.

## Accueil
| Laser Squad       |      |        |
| Média             | Pays | Notes  |
| ACE               | GB   | 87.3 % |
| Amiga Computing   | GB   | 84 %   |
| Amiga Format      | GB   | 93 %   |
| CU Amiga          | GB   | 92 %   |
| CV+G              | GB   | 97 %   |
| Gen4              | FR   | 70 %   |
| Joystick          | FR   | 80 %   |
| The Games Machine | GB   | 84 %   |
| Tilt              | FR   | 14/20  |

Le jeu est l'une des entrées de l'ouvrage Les 1001 jeux vidéo auxquels il faut avoir joué dans sa vie.